# Алан Алда
Алфонсо Џозеф Д’Абруцо (енгл. Alphonso Joseph D'Abruzzo; Бруклин, Њујорк, Њујорк; рођен, 28. јануара 1936), професионално познат као Алан Алда (енгл. Alan Alda) амерички је филмски, телевизијски и позоришни глумац, редитељ, сценариста и продуцент.
Шестоструки добитник награде Еми и добитник Златног глобуса, глумио је Хокај Пирса у ратној телевизијској серији M.A.S.H. (1972—1983).
Имао је епизодне улоге у телевизијским серијама као што су Западно крило и ситкому Телевизијска посла, а појавио се у филмовима као што су Илегални љубавници (1978), Четири годишња доба (1981), Злочини и преступи (1989), Играње са судбином (1996), Мост шпијуна (2015) и Прича о браку (2019). Године 2004. Алда је номинован за награду Академије за најбољег споредног глумца у филму Авијатичар.